# Östansjö
Östansjö – miejscowość (tätort) w Szwecji, w regionie administracyjnym (län) Örebro, w gminie Hallsberg.
Według danych Szwedzkiego Urzędu Statystycznego liczba ludności wyniosła: 869 (31 grudnia 2015), 839 (31 grudnia 2018) i 832 (31 grudnia 2019).